# Обернений ізотопний ефект
Обернений ізотопний ефект (рос. обратный изотопный эффект, англ. inverse isotope effect) — випадок кінетичногоізотопного ефекту, коли константа швидкості реакції субстрату з легшим атомом є меншою від константи швидкості реакції субстрату з важчим атомом. Це пояснюється тим, що різниця частот коливань зв'язків з цими атомами у перехідних станах є більшою, ніж у еактантах, на відміну від звичайного випадку, коли така різниця в перехідному стані є меншою, ніж у реактантах.